# Фокін Володимир Петрович
Фокін Володимир Петрович (нар. 8 вересня 1945, м. Харків) — радянський і російський кінорежисер, сценарист і кіноактор. Почесний кінематографіст РРФСР (1977). Лауреат премії Ленінського комсомолу (1981) та Премії ім. О. Довженка (1982). Нагороджений медаллю «В пам'ять 850-річчя Москви». Заслужений діяч мистецтв Російської федерації (1996). Народний артист Російської Федерації (2008). Почесний громадянин міста Харкова (2011).
Фігурант бази даних центру «Миротворець».

## Життєпис
1967 року закінчив електромашинобудівельний факультет Донецького політехнічного інституту. По закінченню вишу працював на кафедрі Донецького політехнічного інституту. Згодом призваний до лав збройних сил СРСР, де командував взводом у ПО. після демобілізації, викладав математику в Донецькому технікумі, разом з тим керував самодіяльним театром «Силует».
1978 року закінчує режисерський факультет ВДІКу — навчався в майстерні Юрія Єгорова.
Упродовж 1990—1995 років працював художнім керівником кіностудії «Рапід», 1996—1997 роках — головний режисер телекомпанії «Каскад».
Викладав у ВДІКу.
Секретар спілки кінематографістів Москви.
Входить до складу правління Союзу кінематографістів РФ.

## Режисерська фільмографія
- 1977 — «Злива»
- 1978 — «Смерть чиновника» (диплом)
- 1979 — «Сищик»
- 1981 — «Олександр Маленький»
- 1984 — «ТАРС уповноважений заявити...»
- 1987 — «Клуб жінок»
- 1989 — «До першої крові»
- 1993—1994 — цикл передач «Клуб земляків»
- 1994 — документальний телевізійний фільм «Останній міф»
- 1998—1999 — цикл телепередач «Стара квартира»
- 2000 — «Будинок для багатих»
- 2003 — «П'ятий ангел»
- 2007 — «Нізвідки з любов'ю, або веселі похорони»

## Джерело
- Фокін Володимир Петрович (рос.)
- Фільмографія (kino-teatr.ru)(рос.)